# 金華公園
金華公園，又稱大安69號公園，位於台灣台北市大安區龍安里，鄰近新生國小、金華國中，為鄰里社區公園，除基本公園設施外，另有鳳凰木、小葉欖仁等多種植物可供教育及欣賞，是鄰近之社區居民遊憩的場所，並附有地下停車場。

## 範圍
- 東面：青田街
- 西面：金華街164巷
- 南面：金華街172巷
- 北面：金華街

## 沿革
金華公園於1998年完工，1999年7月由台北市政府工務局公園路燈工程管理處移撥大安區公所接管，目前的認養單位為台北城市大學與龍安里里長。

## 主要設施
- 涼亭
- 廣場
- 兒童遊樂設施
- 花架
- 步道
- 地下停車場

## 公園圖集

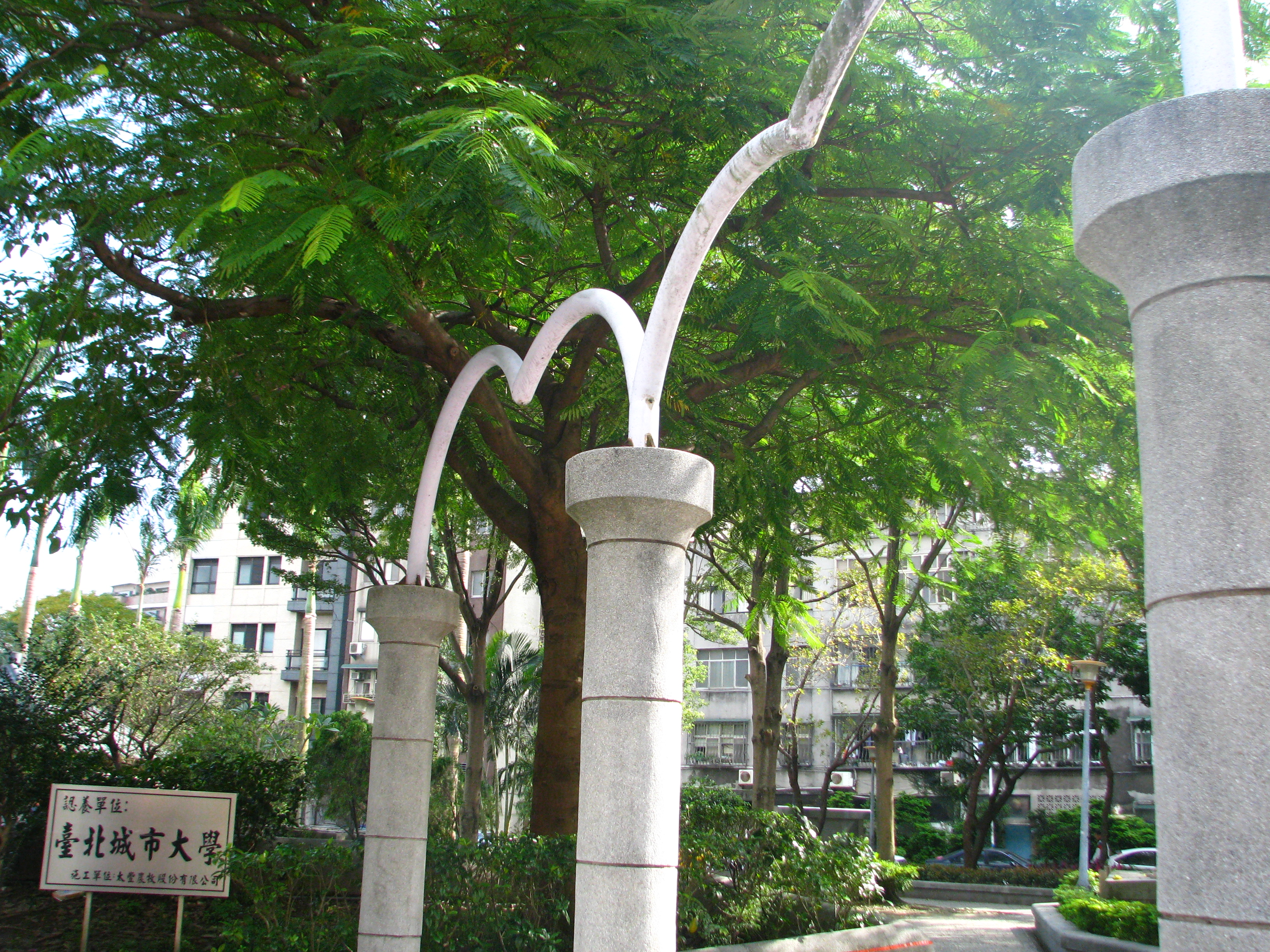
金華公園一景
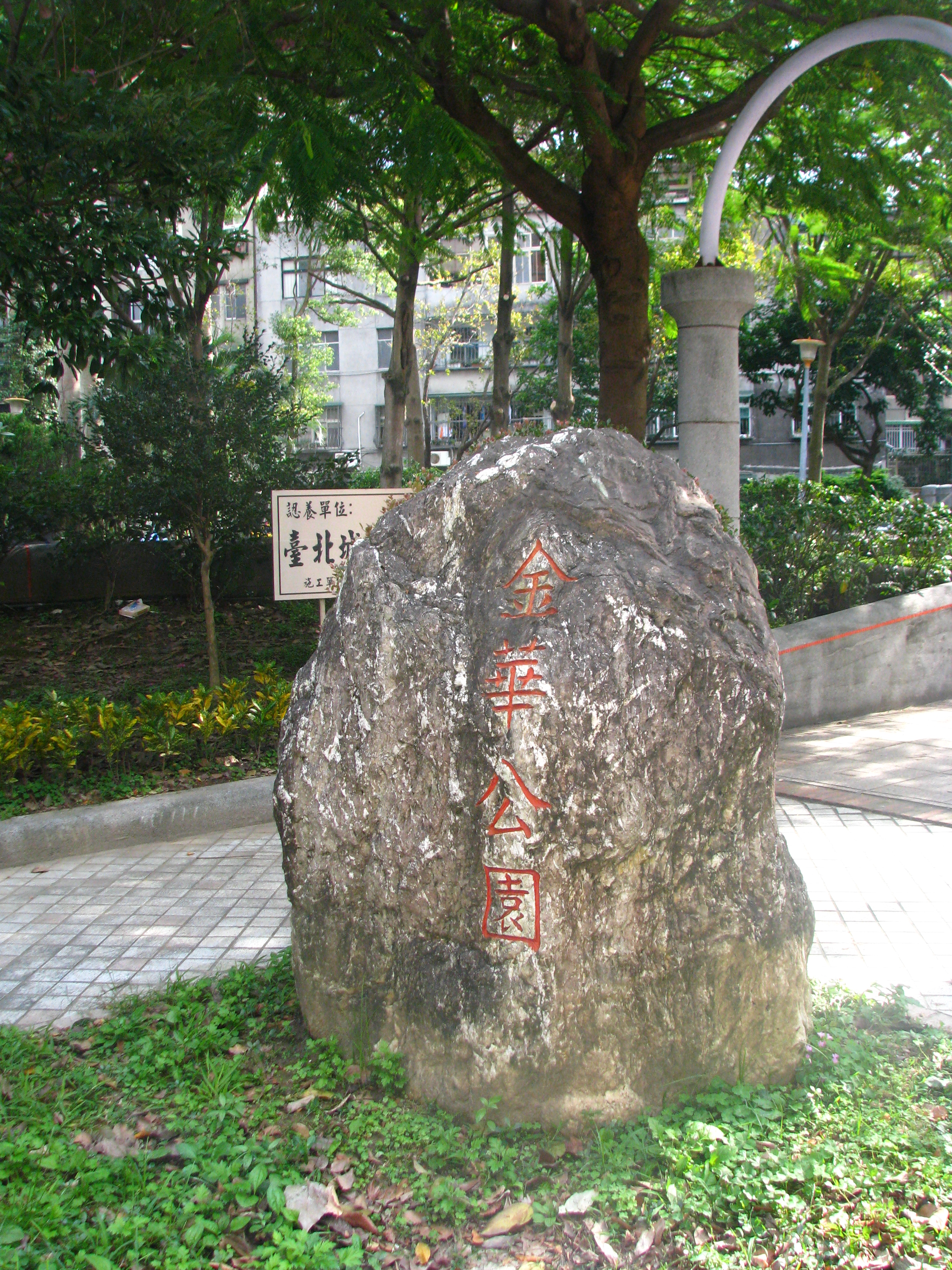
金華公園誌石
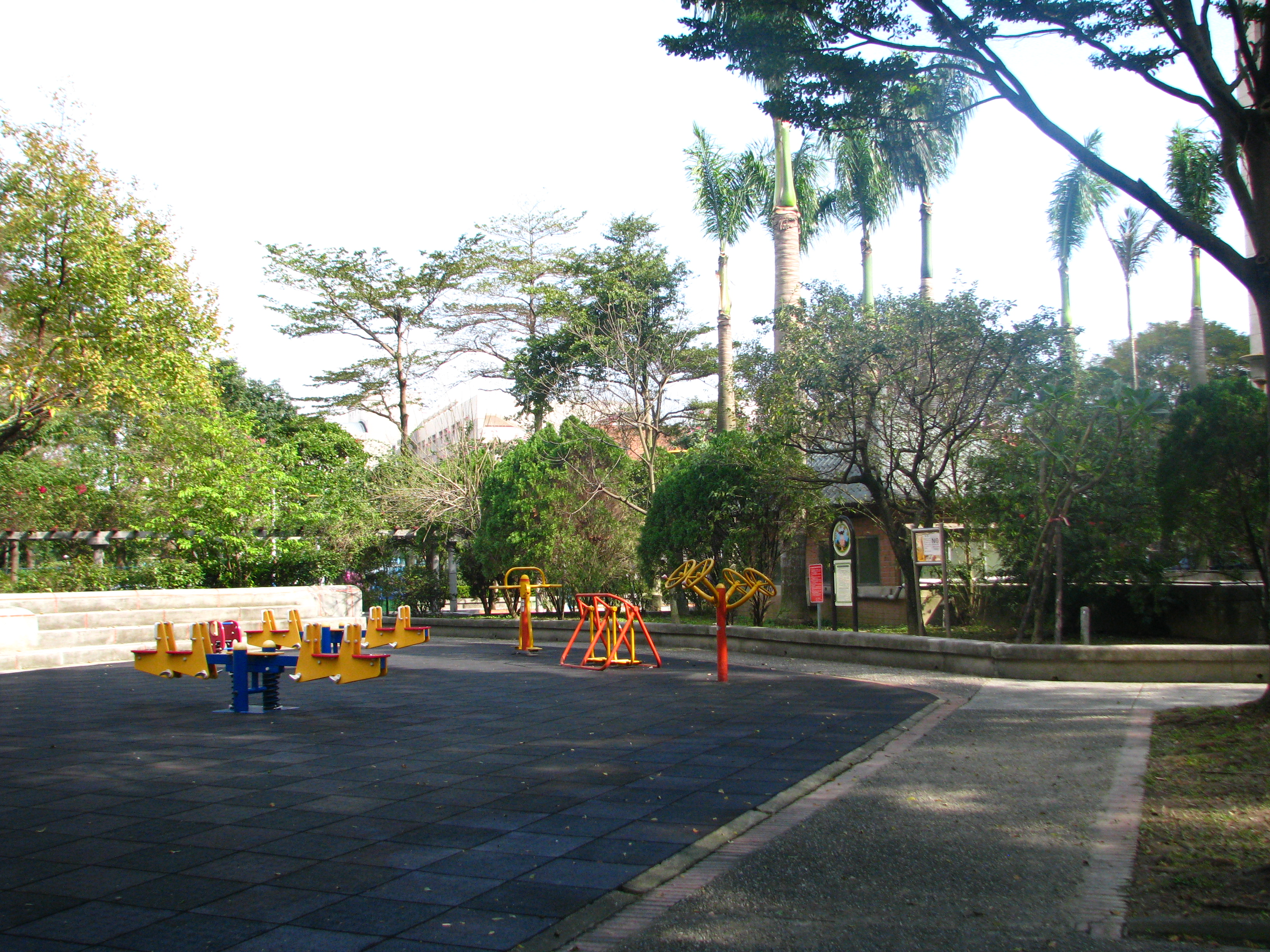
廣場與兒童遊樂器材
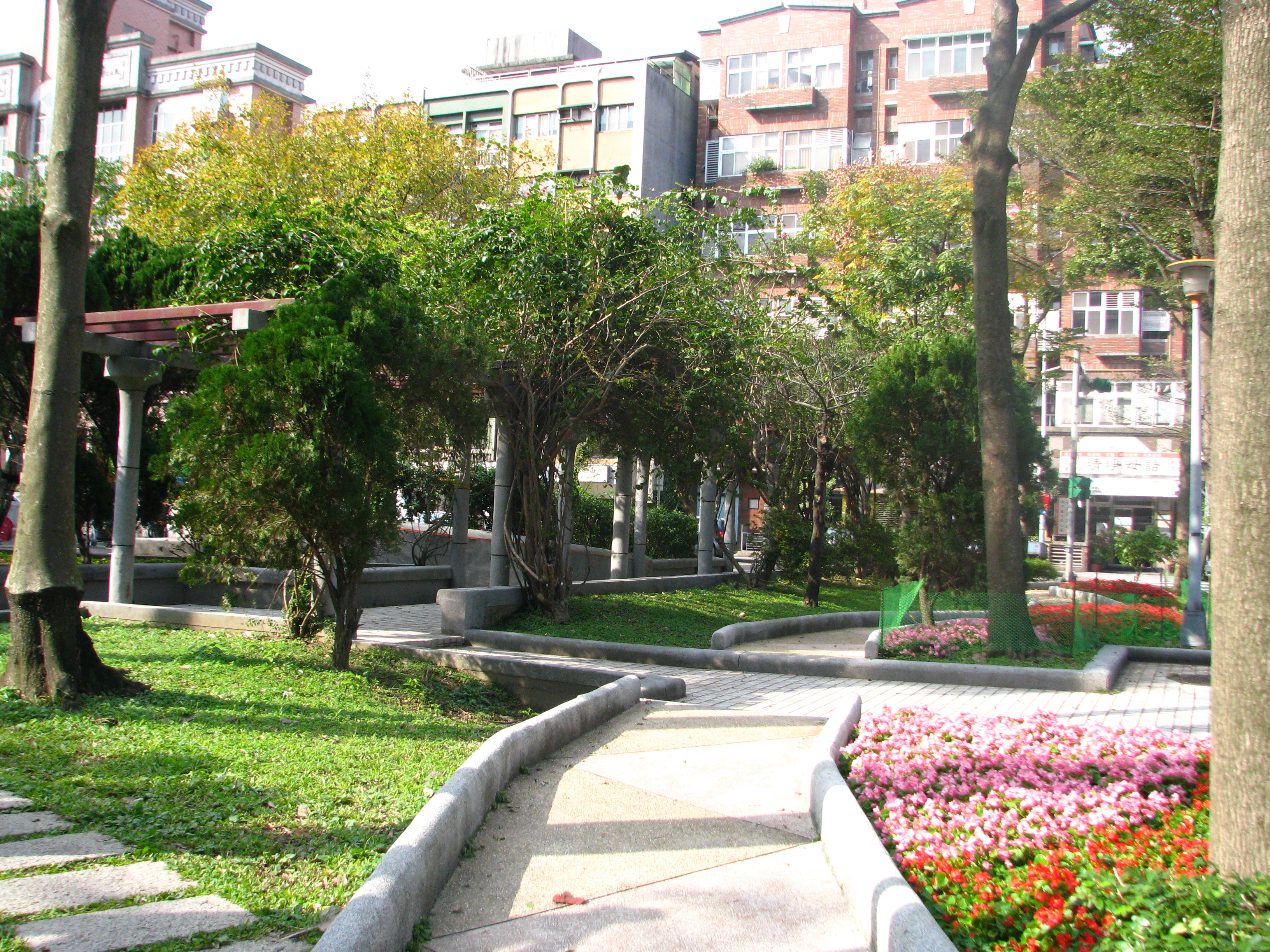
金華公園一景
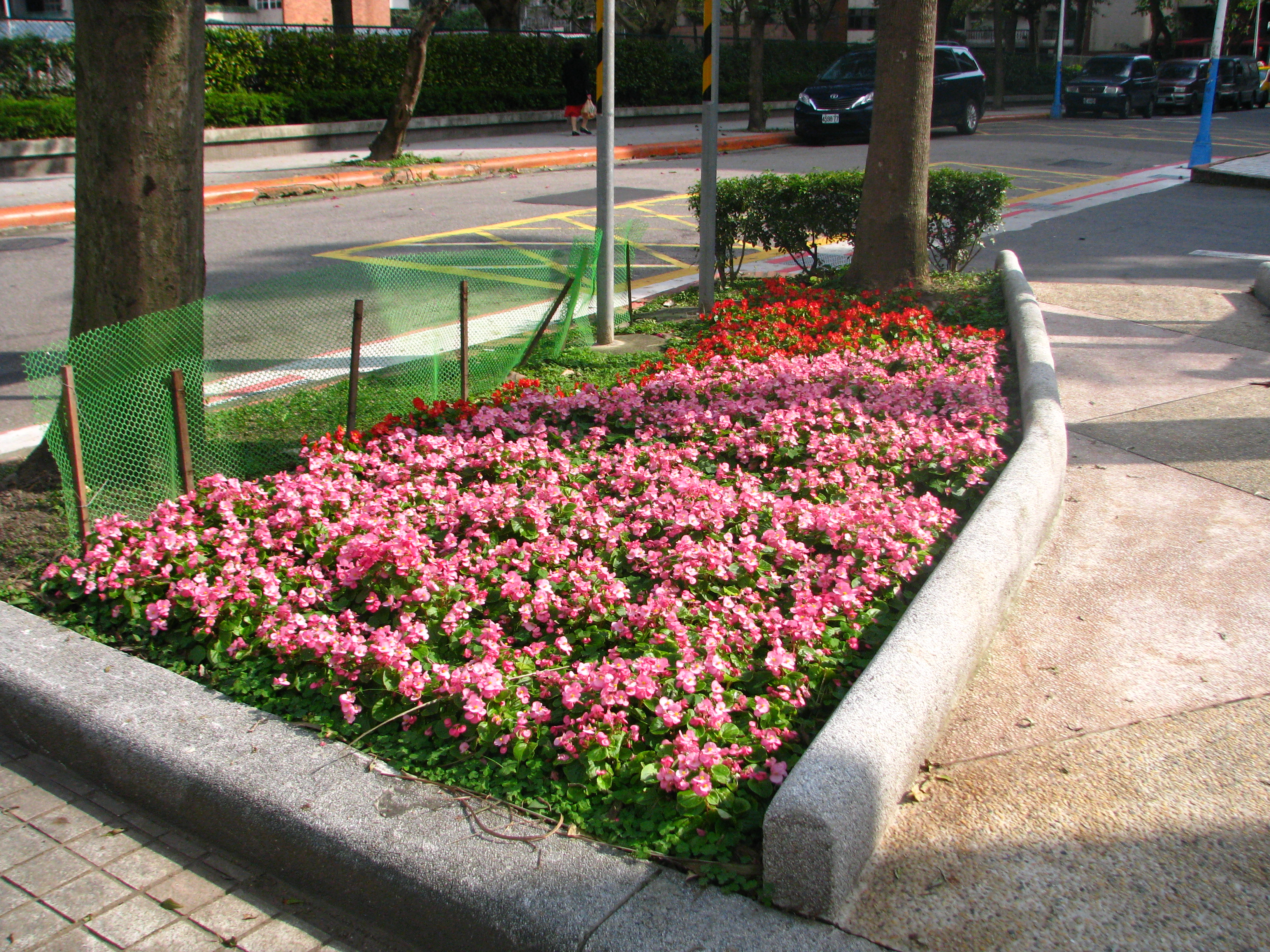
花圃
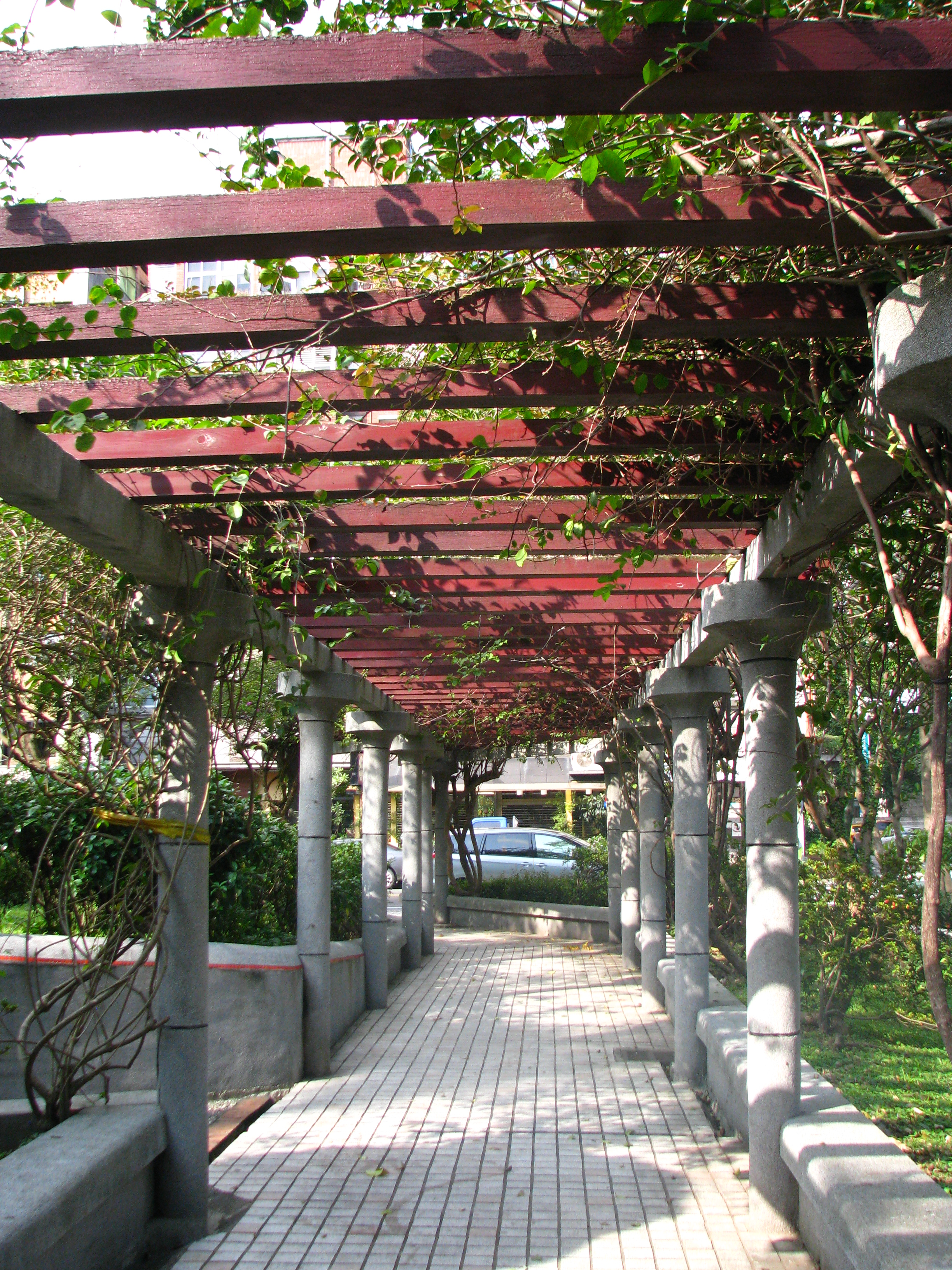
花架
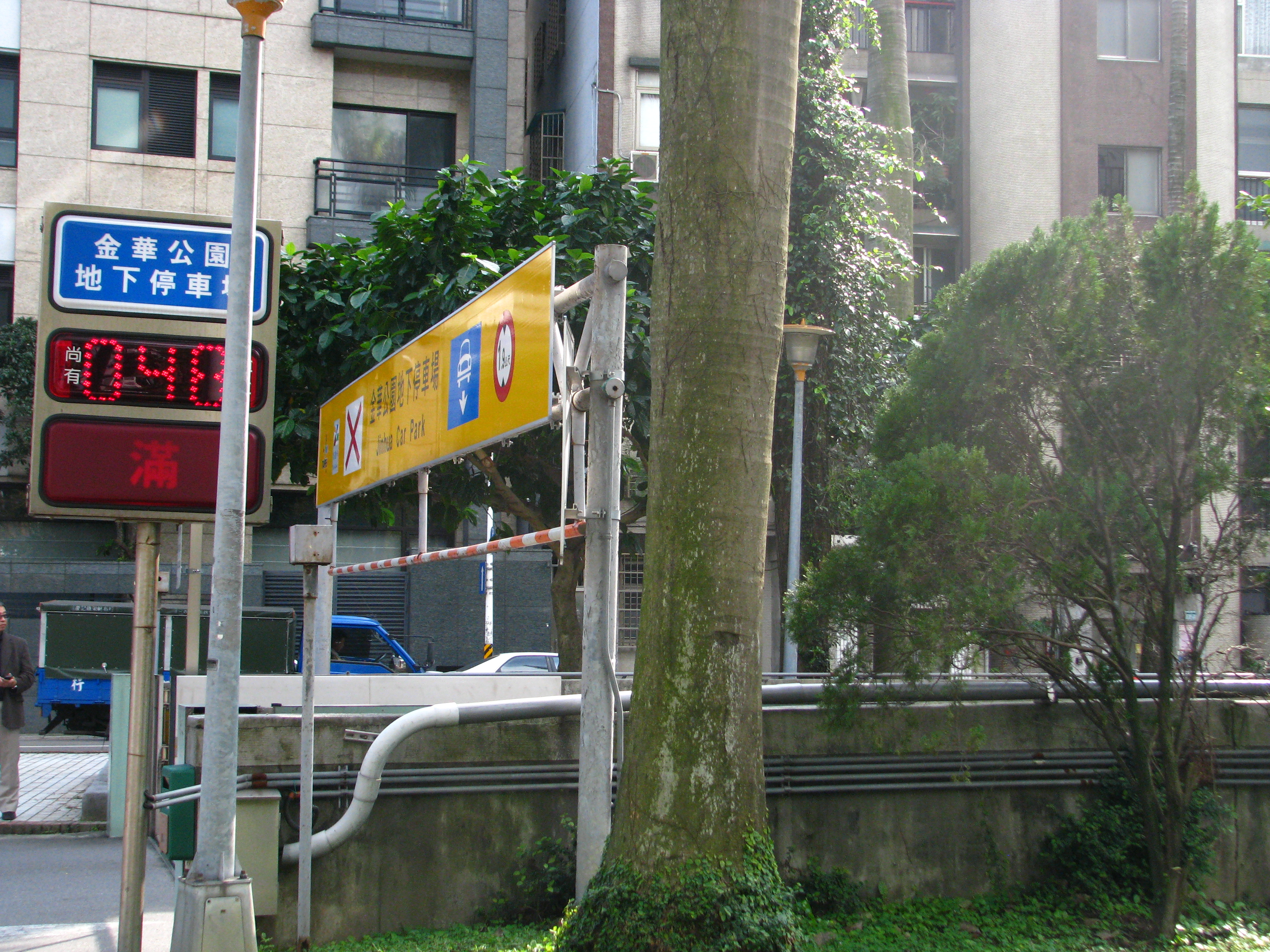
地下停車場

## 外部連結
- 金華公園 - 公園走透透 （页面存档备份，存于）